# Pseudolithos
Pseudolithos es un género de plantas fanerógamas de la familia Apocynaceae. Contiene 9 especies. Es originario de África en Somalía.

## Descripción
Forma  mazos de tallos suculentos, es perenne y alcanza los 2-7 cm de alto, con o sin baja densidad de ramificación, ortótropo; con el látex incoloro. Los brotes son suculentos, de color azul-verdoso o marrón claro, de forma cúbica a globosa, tiene de 1.5-6 cm de largo y 0.8-6 mm de ancho, tetrangular, con los ángulos redondeados,  glabros. Las hojas están reducidas a escalas (pero sobre todo ausentes); obtuso triangular deltadas; estípulas ausentes.
Las inflorescencias son terminales o extra-axilares (en ramas cortas esparcidas en el tallo), con 4-30 flores, hasta 15 flores abiertas de forma simultánea, simples, rara vez pedunculadas o sésiles; los pedúnculos más cortos que los pedicelos, glabros; raquis persistente y pedicelos glabros. Las flores son perfumadas con un olor fétido; son nectaríferas. Su número de cromosomas es de: 2n= 22.

## Taxonomía
El género fue descrito por Peter René Oscar Bally y publicado en Candollea 20: 41. 1965.

## Especies
| - Pseudolithos caput-viperae Lavranos - Pseudolithos cubiformis (P.R.O.Bally) P.R.O.Bally - Pseudolithos dodsonianus (Lavranos) Bruyns & Meve - Pseudolithos gigas Dioli - Pseudolithos harardheranus Dioli - Pseudolithos horwoodii P.R.O.Bally & Lavranos - Pseudolithos mccoyi Lavranos & Mies - Pseudolithos migiurtinus (Chiov.) P.R.O.Bally - Pseudolithos sphaericus (P.R.O.Bally) P.R.O.Bally |